# South Shore, Kentucky
South Shore är en ort i Greenup County i Kentucky, vid Ohioflodens södra strand mitt emot Portsmouth, Ohio. Vid 2010 års folkräkning hade South Shore 1 122 invånare.